# Rui Palhares
Rui Palhares, de son nom complet Rui Manuel Lima Correia Palhares, est un footballeur portugais né le 4 novembre 1954 à Évora. Il évoluait au poste de milieu gauche.

## Biographie

### En club
Rui Palhares joue au Portugal durant toute sa carrière,,.
Il dispute 227 matchs pour 19 buts marqués en première division portugaise, sur un total de treize saisons,.
Au sein des compétitions continentales européennes, il dispute huit matchs en Coupe UEFA lors de son passage à Boavista. À cette occasion, il inscrit un but contre le club espagnol de l'Atlético Madrid en septembre 1981.

### En équipe nationale
International portugais, il reçoit six sélections en équipe du Portugal entre 1981 et 1985, pour aucun but marqué.
Son premier match est disputé le 15 avril 1981 en amical contre la Bulgarie (match nul 1-1 à Porto).
Son dernier match a lieu le 12 octobre 1985 contre Malte pour le compte des qualifications pour la Coupe du monde 1986 (victoire 3-2 à Lisbonne).

## Palmarès
- Vice-champion du Portugal en 1977 avec le Sporting Portugal
- Champion du Portugal de D2 en 1988 avec l'Estrela da Amadora